# Diodo PIN
Un Diodo PIN (diodo tipo-p, intrinseco, tipo-n) è un diodo con una larga regione di materiale semiconduttore intrinseco (non drogato) contenuta tra un semiconduttore di tipo p e un semiconduttore di tipo n.
I diodi PIN agiscono quasi perfettamente come resistori alle frequenze delle microonde e delle onde radio; la resistenza dipende dalla corrente continua applicata al diodo.
Un diodo PIN mostra un aumento della conduttività elettrica in funzione dell'ampiezza, della lunghezza d'onda e del tasso di modulazione della radiazione incidente.
Il vantaggio di un diodo PIN è che la regione di carica spaziale esiste quasi completamente all'interno della regione intrinseca, che presenta una larghezza costante (o quasi costante) indipendentemente dai disturbi applicati al diodo. La regione instrinseca può essere realizzata larga a piacere, aumentando l'area in cui le coppie di lacune possono essere generate. Per queste ragioni, molti fotosensori includono almeno un diodo PIN, come i fotodiodi PIN o i fototransistor.
Non sono limitati in velocità dalla capacità esistente tra le regioni n e p, ma sono limitati dal tempo che un elettrone impiega a passare attraverso la regione non drogata.
I diodi PIN sono utilizzati come trasduttori di destinazione nelle fibre ottiche. Essi in questi casi generano correnti proporzionali al numero di fotoni che arriva dalla fibra ottica.